# Liste des cantons du Cher

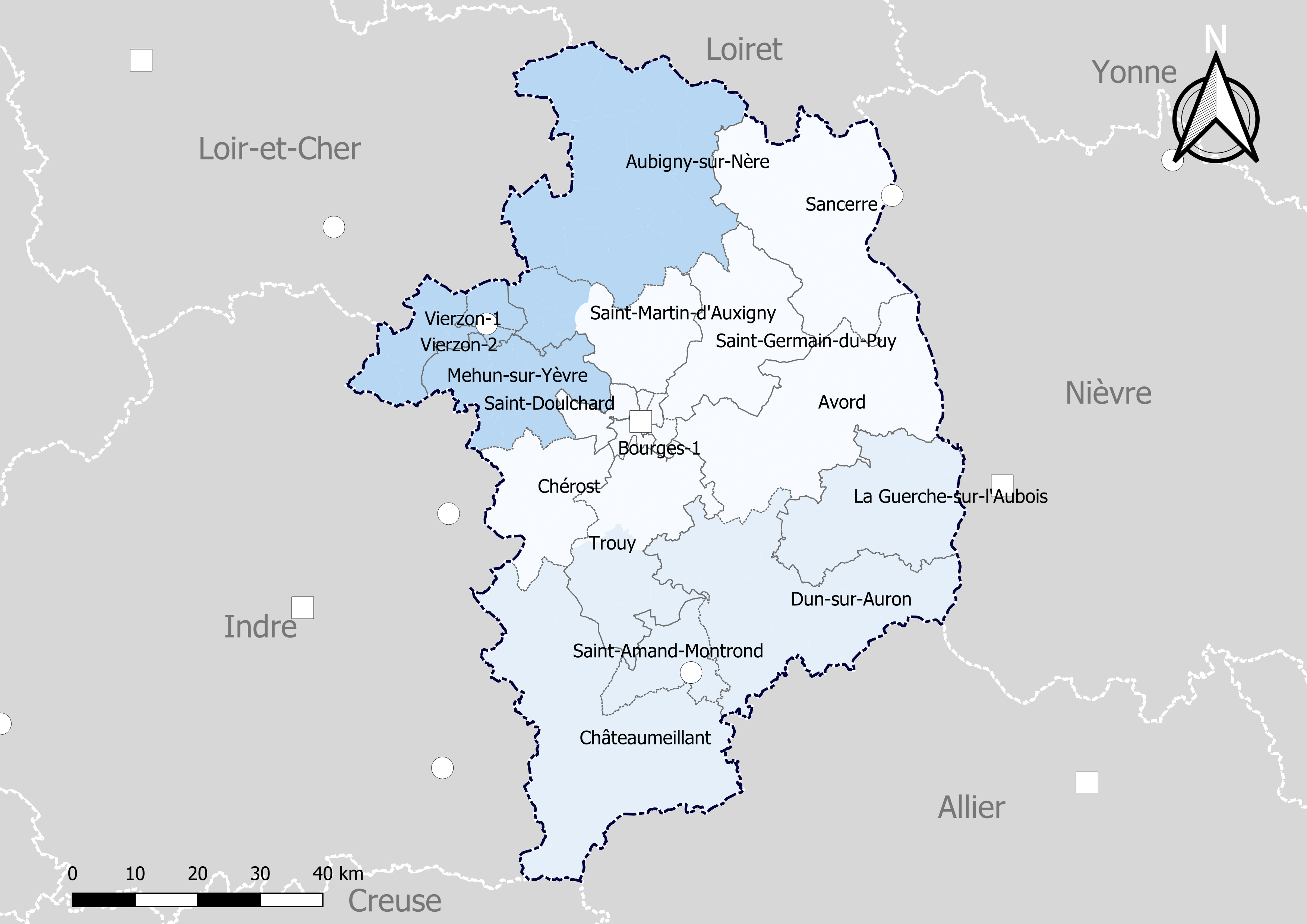
Découpage cantonal du département du Cher, avec en surimpression les arrondissements (en nuances de bleu) - Carte arrêtée au 1er janvier 2019.

Le département du Cher compte 15 cantons depuis le redécoupage cantonal de 2014 (35 cantons auparavant).

## Histoire

### Découpage antérieur à 2015

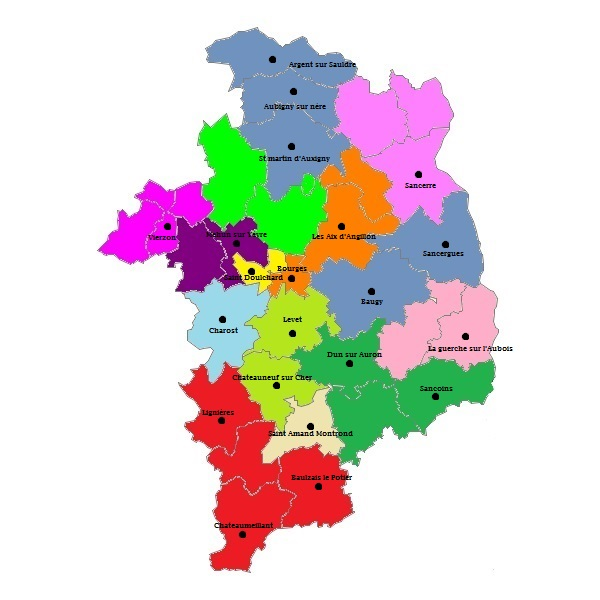
Découpage cantonal antérieur à 2015.

Liste des 35 cantons du département du Cher, par arrondissement :
(L'ancien canton de Bourges est dans l'article canton de Bourges-1).
| Arrondissement de Bourges              | 16 cantons - préfecture : Bourges                   | Aix-d'Angillon - Baugy - Bourges-1 - Bourges-2 - Bourges-3 - Bourges-4 - Bourges-5 - Chârost - Henrichemont - Léré - Levet - Saint-Doulchard - Saint-Martin-d'Auxigny - Sancergues - Sancerre - Vailly-sur-Sauldre. |
| Arrondissement de Saint-Amand-Montrond | 11 cantons - sous-préfecture : Saint-Amand-Montrond | Charenton-du-Cher - Châteaumeillant - Châteauneuf-sur-Cher - Châtelet - Dun-sur-Auron - la Guerche-sur-l'Aubois - Lignières - Nérondes - Saint-Amand-Montrond - Sancoins - Saulzais-le-Potier.                      |
| Arrondissement de Vierzon              | 8 cantons - sous-préfecture : Vierzon               | Argent-sur-Sauldre - Aubigny-sur-Nère - Chapelle-d'Angillon - Graçay - Lury-sur-Arnon - Mehun-sur-Yèvre - Vierzon-1 - Vierzon-2.                                                                                    |

### Redécoupage cantonal de 2015
Dans la poursuite de la réforme territoriale engagée en 2010, l'Assemblée nationale adopte définitivement le 17 avril 2013 la réforme du mode de scrutin pour les élections départementales destinée à garantir la parité hommes/femmes. Les lois (loi organique 2013-402 et loi 2013-403) sont promulguées le 17 mai 2013. À partir de mars 2015, date du premier renouvellement général des assemblées départementales suivant la publication du décret, les conseillers départementaux sont élus au scrutin majoritaire binominal mixte. Les électeurs de chaque canton éliront au Conseil départemental, nouvelle appellation des Conseils généraux, deux membres de sexe différent, qui se présenteront en binôme de candidats. Les conseillers départementaux seront élus pour 6 ans au scrutin binominal majoritaire à deux tours, l'accès au second tour nécessitant 10 % des inscrits au 1er tour. En outre la totalité des conseillers départementaux est renouvelée.
Ce nouveau mode de scrutin nécessite un redécoupage des cantons dont le nombre est divisé par deux avec arrondi à l'unité impaire supérieure si ce nombre n'est pas entier impair et avec des conditions de seuils minimaux. Dans le Cher le nombre de cantons passe ainsi de 35 à 19.
Les critères du remodelage cantonal sont les suivants : le territoire de chaque canton doit être défini sur des bases essentiellement démographiques, le territoire de chaque canton doit être continu et les communes de moins de 3 500 habitants sont entièrement comprises dans le même canton. Il n’est fait référence, ni aux limites des arrondissements, ni à celles des circonscriptions législatives.
Conformément à de multiples décisions du Conseil constitutionnel depuis 1985 et notamment  sa décision no 2010-618 DC du 9 décembre 2010,  il est admis que le principe d’égalité des électeurs au regard des critères démographiques est respecté lorsque le ratio conseiller/habitant de la circonscription est compris dans une fourchette de 20 % de part et d'autre du ratio moyen conseiller/habitant du département. Pour le département du Cher, la population de référence est la population légale en vigueur au 1er janvier 2013, à savoir la population millésimée 2010, soit 311 257 habitants. Avec 19 cantons la population moyenne par conseiller départemental est de 16 382 habitants. Ainsi la population de chaque nouveau canton doit-elle être comprise entre 13 106 habitants et 19 658 habitants pour respecter le principe de l'égalité citoyenne au vu des critères démographiques.

## Composition actuelle

### Composition détaillée
| N° | Nom du Canton           | Bureau centralisateur   | Population 2010          | Écart /moyenne | Nombre de communes entières | Communes composant le canton |
| -- | ----------------------- | ----------------------- | ------------------------ | -------------- | --------------------------- | --- |
| 1  | Aubigny-sur-Nère        | Aubigny-sur-Nère        | 16 775                   | 1,02           | 15                          | Argent-sur-Sauldre, Aubigny-sur-Nère, Blancafort, Brinon-sur-Sauldre, La Chapelle-d'Angillon, Clémont, Ennordres, Ivoy-le-Pré, Ménétréol-sur-Sauldre, Méry-ès-Bois, Nançay, Neuvy-sur-Barangeon, Oizon, Presly, Sainte-Montaine. |
| 2  | Avord                   | Avord                   | 18 740                   | 1,14           | 33                          | Argenvières, Avord, Baugy, Beffes, Bengy-sur-Craon, La Chapelle-Montlinard, Charentonnay, Chassy, Chaumoux-Marcilly, Couy, Crosses, Étréchy, Farges-en-Septaine, Garigny, Groises, Gron, Herry, Jussy-Champagne, Jussy-le-Chaudrier, Lugny-Champagne, Marseilles-lès-Aubigny, Moulins-sur-Yèvre, Nohant-en-Goût, Osmoy, Précy, Saint-Léger-le-Petit, Saint-Martin-des-Champs, Sancergues, Savigny-en-Septaine, Sévry, Villabon, Villequiers, Vornay. |
| 3  | Bourges-1               | Bourges                 | Fraction Bourges         |                | Fraction Bourges            | Partie de la commune de Bourges située à l'ouest d'une ligne définie par l'axe des voies et limites suivantes : depuis la limite territoriale de la commune de Saint-Doulchard, boulevard de l'Avenir, boulevard de l'Industrie, cours de l'Auron, rue Raymond-Boisdé, rue Georges-Pompidou, rue de Lazenay, rue Eirik-Labonne, avenue Salvador-Allende, chemin de l'Avenue-Salvador-Allende à la rue du Dauphiné, rue du Dauphiné (exclue), rue de Provence, rue de Gionne, rue des Fileuses, avenue de Dun-sur-Auron, porte de Moulins, rocade Jacques-Bastard (route nationale 142), jusqu'à la limite territoriale de la commune de Plaimpied-Givaudins. |
| 4  | Bourges-2               | Bourges                 | Fraction Bourges         |                | Fraction Bourges            | Partie de la commune de Bourges située à l'ouest et au nord d'une ligne définie par l'axe des voies et limites suivantes : depuis la limite territoriale de la commune de Saint-Doulchard, boulevard de l'Avenir, rue Jean-Jacques-Rousseau, boulevard d'Auron, place de Juranville, boulevard de Juranville, boulevard Gambetta, carrefour de Verdun, boulevard de la République, boulevard Georges-Clemenceau, boulevard du Général-Chanzy, cours de la Voiselle, cours d'eau du cours de la Voiselle au cours de l'Yèvre, cours de l'Yèvre, chemin des Quatre-Pelles, passerelle, avenue du Général-Charles-de-Gaulle, jusqu'à la limite territoriale de la commune de Fussy. |
| 5  | Bourges-3               | Bourges                 | Fraction Bourges         |                | Fraction Bourges            | Partie de la commune de Bourges située à l'est d'une ligne définie par l'axe des voies et limites suivantes : depuis la limite territoriale de la commune de Fussy, avenue du Général-Charles-de-Gaulle, passerelle, chemin des Quatre-Pelles, cours de l'Yèvre, cours d'eau du cours de l'Yèvre au cours de la Voiselle, cours de la Voiselle, boulevard du Général-Chanzy, boulevard Georges-Clemenceau, place Philippe-Devoucoux, cours Anatole-France, ruelle de Nevers, rue de Sarrebourg, place Malus, boulevard Auger, place Pierre-Hervier, rue de la Salle-d'Armes, rue des Fonds-Gaidons, avenue des Dumones, rue du Colonel-Filloux, ligne droite de l'extrémité de la rue du Colonel-Filloux à l'angle de la rue du Lieutenant-Arnaud-Lefebvre et de la rue du Général-Weygand, rue du Lieutenant-Arnaud-Lefebvre, rue du Lieutenant-Colonel-Roger-Gaucher (incluse), ligne droite entre la rue du Lieutenant-Colonel-Roger-Gaucher et la rue du Général-Marchand, rue du Général-Marchand (incluse), rue Eric-Tabarly (incluse), chemin de la Folie-Bâton, ligne droite de l'extrémité du chemin de la Folie-Bâton à la route nationale 142, route nationale 142, jusqu'à la limite territoriale de la commune de Saint-Germain-du-Puy. |
| 6  | Bourges-4               | Bourges                 | Fraction Bourges         |                | Fraction Bourges            | Partie de la commune de Bourges non incluse dans les cantons de Bourges-1, Bourges-2 et Bourges-3. |
| 7  | Chârost                 | Chârost                 | 14 195                   | 0,87           | 13                          | Chârost, Civray, Lunery, Mareuil-sur-Arnon, Morthomiers, Plou, Poisieux, Primelles, Saint-Ambroix, Saint-Florent-sur-Cher, Saugy, Le Subdray, Villeneuve-sur-Cher. |
| 8  | Châteaumeillant         | Châteaumeillant         | 15 664                   | 0,96           | 38                          | Ainay-le-Vieil, Arcomps, Ardenais, Beddes, La Celle-Condé, La Celette, Châteaumeillant, Le Châtelet, Chezal-Benoît, Culan, Épineuil-le-Fleuriel, Faverdines, Ids-Saint-Roch, Ineuil, Lignières, Loye-sur-Arnon, Maisonnais, Montlouis, Morlac, La Perche, Préveranges, Reigny, Rezay, Saint-Baudel, Saint-Christophe-le-Chaudry, Saint-Georges-de-Poisieux, Saint-Hilaire-en-Lignières, Saint-Jeanvrin, Saint-Maur, Saint-Pierre-les-Bois, Saint-Priest-la-Marche, Saint-Saturnin, Saint-Vitte, Saulzais-le-Potier, Sidiailles, Touchay, Vesdun, Villecelin. |
| 9  | Dun-sur-Auron           | Dun-sur-Auron           | 16 582                   | 1,01           | 32                          | Arpheuilles, Augy-sur-Aubois, Bannegon, Bessais-le-Fromental, Bussy, Chalivoy-Milon, Charenton-du-Cher, Chaumont, Cogny, Contres, Coust, Dun-sur-Auron, Givardon, Grossouvre, Lantan, Mornay-sur-Allier, Neuilly-en-Dun, Neuvy-le-Barrois, Osmery, Parnay, Le Pondy, Raymond, Sagonne, Saint-Aignan-des-Noyers, Saint-Denis-de-Palin, Saint-Germain-des-Bois, Saint-Pierre-les-Étieux, Sancoins, Thaumiers, Vereaux, Vernais, Verneuil. |
| 10 | La Guerche-sur-l'Aubois | La Guerche-sur-l'Aubois | 13 649                   | 0,83           | 22                          | Apremont-sur-Allier, Blet, La Chapelle-Hugon, Charly, Le Chautay, Cornusse, Cours-les-Barres, Croisy, Cuffy, Flavigny, Germigny-l'Exempt, La Guerche-sur-l'Aubois, Ignol, Jouet-sur-l'Aubois, Lugny-Bourbonnais, Menetou-Couture, Mornay-Berry, Nérondes, Ourouer-les-Bourdelins, Saint-Hilaire-de-Gondilly, Tendron, Torteron. |
| 11 | Mehun-sur-Yèvre         | Mehun-sur-Yèvre         | 19 020                   | 1,16           | 15                          | Allouis, Berry-Bouy, Brinay, Cerbois, Chéry, Foëcy, Lazenay, Limeux, Lury-sur-Arnon, Massay, Mehun-sur-Yèvre, Méreau, Preuilly, Quincy, Sainte-Thorette. |
| 12 | Saint-Amand-Montrond    | Saint-Amand-Montrond    | 16 804                   | 1,03           | 13                          | Bouzais, Bruère-Allichamps, La Celle, Colombiers, Drevant, Farges-Allichamps, La Groutte, Marçais, Meillant, Nozières, Orcenais, Orval, Saint-Amand-Montrond. |
| 13 | Saint-Doulchard         | Saint-Doulchard         | 14 443                   | 0,88           | 3                           | La Chapelle-Saint-Ursin, Marmagne, Saint-Doulchard. |
| 14 | Saint-Germain-du-Puy    | Saint-Germain-du-Puy    | 15 581                   | 0,95           | 18                          | Les Aix-d'Angillon, Aubinges, Azy, Brécy, La Chapelotte, Henrichemont, Humbligny, Montigny, Morogues, Neuilly-en-Sancerre, Neuvy-Deux-Clochers, Parassy, Rians, Saint-Céols, Saint-Germain-du-Puy, Saint-Michel-de-Volangis, Sainte-Solange, Soulangis. |
| 15 | Saint-Martin-d'Auxigny  | Saint-Martin-d'Auxigny  | 16 302                   | 1              | 15                          | Achères, Allogny, Fussy, Menetou-Salon, Pigny, Quantilly, Saint-Éloy-de-Gy, Saint-Georges-sur-Moulon, Saint-Laurent, Saint-Martin-d'Auxigny, Saint-Palais, Vasselay, Vignoux-sous-les-Aix, Vignoux-sur-Barangeon, Vouzeron. |
| 16 | Sancerre                | Sancerre                | 19 242                   | 1,17           | 36                          | Assigny, Bannay, Barlieu, Belleville-sur-Loire, Boulleret, Bué, Concressault, Couargues, Crézancy-en-Sancerre, Dampierre-en-Crot, Feux, Gardefort, Jalognes, Jars, Léré, Menetou-Râtel, Ménétréol-sous-Sancerre, Le Noyer, Saint-Bouize, Saint-Satur, Sainte-Gemme-en-Sancerrois, Sancerre, Santranges, Savigny-en-Sancerre, Sens-Beaujeu, Subligny, Sury-en-Vaux, Sury-ès-Bois, Sury-près-Léré, Thauvenay, Thou, Vailly-sur-Sauldre, Veaugues, Verdigny, Villegenon, Vinon. |
| 17 | Trouy                   | Trouy                   | 15 283                   | 0,93           | 23                          | Annoix, Arçay, Chambon, Châteauneuf-sur-Cher, Chavannes, Corquoy, Crézançay-sur-Cher, Lapan, Levet, Lissay-Lochy, Plaimpied-Givaudins, Saint-Caprais, Saint-Just, Saint-Loup-des-Chaumes, Saint-Symphorien, Senneçay, Serruelles, Soye-en-Septaine, Trouy, Uzay-le-Venon, Vallenay, Venesmes, Vorly. |
| 18 | Vierzon-1               | Vierzon                 | Fraction Vierzon         |                | Fraction Vierzon            | Partie de la commune de Vierzon située au nord d'une ligne définie par l'axe des voies et limites suivantes : depuis la limite territoriale de la commune de Vignoux-sur Barangeon, route départementale 2076 (route de Bourges), rue Étienne-Marcel, rue Pasteur, ligne de chemin de fer, rue de la Voûte, rue Célestin-Gérard, rue du Bas-de-Grange, petite rue du Chambon, ancien canal de Berry et son prolongement, rue Garibaldi, rue François-Mitterrand, rue du 11-Novembre-1918, ancien canal de Berry, rue Voltaire, rue des Ponts, cours du Cher, jusqu'à la limite territoriale de la commune de Saint-Hilaire-de-Court. |
| 19 | Vierzon-2               | Vierzon                 | 5 650 + Fraction Vierzon |                | 8 + Fraction Vierzon        | 1° Les communes suivantes : Dampierre-en-Graçay, Genouilly, Graçay, Méry-sur-Cher, Nohant-en-Graçay, Saint-Georges-sur-la-Prée, Saint-Hilaire-de-Court, Saint-Outrille, Thénioux. 2° La partie de la commune de Vierzon non incluse dans le canton de Vierzon-1. |
|    |                         |                         | 311 257                  |                | 290                         | |

### Répartition par arrondissement
Contrairement à l'ancien découpage où chaque canton était inclus à l'intérieur d'un seul arrondissement, le nouveau découpage territorial s'affranchit des limites des arrondissements. Certains cantons peuvent être composés de communes appartenant à des arrondissements différents. Dans le département du Cher, c'est le cas de deux cantons (Saint-Martin-d'Auxigny, Trouy).
Le tableau suivant présente la répartition par arrondissement :
| N° | Canton                  | Bourges          | Saint-Amand-Montrond | Vierzon |
| -- | ----------------------- | ---------------- | -------------------- | ------- |
| 1  | Aubigny-sur-Nère        |                  |                      | 15      |
| 2  | Avord                   | 35               |                      |         |
| 3  | Bourges-1               | Fraction Bourges |                      |         |
| 4  | Bourges-2               | Fraction Bourges |                      |         |
| 5  | Bourges-3               | Fraction Bourges |                      |         |
| 6  | Bourges-4               | Fraction Bourges |                      |         |
| 7  | Chârost                 | 13               |                      |         |
| 8  | Châteaumeillant         |                  | 38                   |         |
| 9  | Dun-sur-Auron           |                  | 32                   |         |
| 10 | La Guerche-sur-l'Aubois |                  | 22                   |         |
| 11 | Mehun-sur-Yèvre         |                  |                      | 15      |
| 12 | Saint-Amand-Montrond    |                  | 13                   |         |
| 13 | Saint-Doulchard         | 3                |                      |         |
| 14 | Saint-Germain-du-Puy    | 18               |                      |         |
| 15 | Saint-Martin-d'Auxigny  | 12               |                      | 3       |
| 16 | Sancerre                | 36               |                      |         |
| 17 | Trouy                   | 13               | 11                   |         |
| 18 | Vierzon-1               |                  |                      | 1       |
| 19 | Vierzon-2               |                  |                      | 9       |
|    | 290                     | 131              | 116                  | 43      |